# Bni Sidel Louta
Bni Sidel Louta (en àrab بني سيدال لوطا, Bnī Sīdāl Lūṭā; en amazic ⴱⵏⵉ ⵙⵉⴷⴰⵍ ⵍⵓⵟⴰ) és una comuna rural de la província de Nador, a la regió de L'Oriental, al Marroc. Segons el cens de 2014 tenia una població total de 6.283 persones.